# Антонио Ђенезио Марио Паници
Сер Антонио Ђенезио Марио Паници (итал. Antonio Genesio Maria Panizzi, 16. септембар 1797 – 8. април 1879) италијански патриота који се прославио као библиотекар библиотеке Британског музеја.
Рођен је у месту Брескело у покрајини Ређо Емилија, војводство Модена у Италији, која је у време његовог рођења била распарчана на више мањих области.

## Живот у Италији
Антонио Паници је студирао права у Парми, а дипломирао је 1818. године. Највероватније је да је још током студија дошао у контакт са организацијама које су се бориле за уједињење и независност Италије. Парма је у то време била под Франческом IV који је био војвода од Модене. По завршетку студија Антонио Паници се вратио у родно место где је прво радио као адвокат, а потом је добио место школског инспектора.
Као ватрени патриота, Паници је 1820. године био умешан у краткотрајну револуцију која се одвијала у Краљевству Две Сицилије. Револуција је била неуспешна а као последицу је имала прогон и хапшења свих који су били осумњичени за учешће и помоћ револуционарима. Паници је био упозорен да ће највероватније бити ухапшен и он из тих разлога бежи у Швајцарску, у Лугано.

## Живот у изгнанству
У Швајцарској, Паници 1823. године објављује анонимни памфлет о злогласном режиму и о намештеним судским процесима у Италији од стране Франческа IV, познат под називом ''Il Processo di Rubiera''. То је изазвало бурне рекције у Модени. Паницију је чак суђено у одсуству. Проглашен је кривим и осуђен на смрт. Да би избегао хапшење морао је да напусти Швајцарску.

## Долазак у Енглеску
Паници је отишао у Енглеску у мају 1823. године. У Лондону је дошао у контакт са својим земљаком, песником и револуционаром Угом Фосколом, који га је упознао са ливерпулским банкаром Вилијемом Роскоом захваљујући коме је Паници стигао у Ливерпул. У Ливерпулу се издржавао тако што је давао часове италијанског. Вилијем Роско је упознао Паниција са угледним адвокатом и политичарем, Хенријем Броугамом, који ће убрзо постати канцелар Енглеске. Захваљујући његовом утицају Паници је добио место професора италијанског језика на тек отвореном Лондонском универзитету 1828. године. 

## Паници као библиотекар
Године 1931. Паници је, такође захваљујући утицају Хенрија Броугама, постављен на место библиотекара - асистента у одељењу за штампане књиге у Британском музеју. На том месту је остао до 1837. године. У време када се Паници заспослио услови за рад и организација рада у библиотеци су били на незадовољавајућем нивоу. То је довело до тога да се у периоду од 1835. до 1836. године формира комисија која ће покушати да реорганизује библиотеку. Развила се и дискусија у Парламенту у којој је Паници износио своје ставове и аргументе који су за то време били веома авангардни. Покушао је да пробуди национални понос и укаже на значај који има национална колекција књига која се налази у библиотеци Британског музеја. Залагао се и за повећање доступности библиотеке. С тим у вези је рекао:
"Сиромашном студенту желим да омогућим да утоли своју жеђ за знањем, да следи своја интелектуална стремљења, да проникне у најсложенија питања и да потражи одговоре од истих ауторитета као и најбогатији човек у Краљевству, бар када су књиге у питању, а... Влада је обавезна да му пружи великодушну и неограничену помоћ."
Тиме је установио девизу да је основна функција библиотеке образовна.
На месту асистента Паници је био до 1837. године, када је постао кустос Колекције штампаних књига и на том месту је остао до 1856. године.
Паници је 1842. године увео Обавезни примерак у библиотеку. Правило по коме националној библиотеци припада примерак сваке књиге објављене у земљи. 
Осим тога, успео је да обезбеди годишњи буџет за библиотеку у висини од 10.000 фунти, као и принцип по коме националне библиотеке треба да имају стабилан извор финансија који ће се обезбеђивати кроз опште опорезивање.
За Главног блиотекара постављен је 1856. године и на тој дужности је био десет година. Њему припада заслуга за изградњу чувене кружне читаонице, велелепне грађевине за коју је Паници дао идејни нацрт. 
Оригиналне скице, нацртане Паницијевом руком поднете су Управном одбору 1852. године, и тај предлог је првобитно био одбијен. Неколико година касније ипак је прихваћен и читаоница је саграђена и отворена 1857. године. У средишњем делу дворишта саграђен је кружни простор наткривен стакленом куполом. Књиге су смештене у три нивоа, по пет редова полица које се налазе уза зид. Сматра се да се у тај простор може сместити милион књига. Средишњи простор је намењен корисницима и има 300 места. Просторија је имала пречник од 140 метара и у њу се могло сместити 40 км полица.

### 91 правило за каталогизацију
У периоду од 1937. до 1956. године Паници је заједно са својим сарадницима успео да реорганизује рад у библиотеци и изради 91 правило за каталогизацију. 
Начела на којима су се заснивала његова Правила разрешила су нејасноће о ауторству одређене публикације, писању имена аутора, анонимним публикацијама (без аутора у каталошком смислу) и друго. Сматра се да је он први увео у употребу оно што данас називамо јединственим стварним насловом. Ова правила су постала основа за израду многих каталога 19. и 20. века и предтављају основу за настанак ИСБД-а - међународног стандарда за библиографски опис.
Ова правила су од стране управног одбора усвојена 1839. године, али су штампана тек 1841. године. Сам каталог формира се у периоду од 1842. до 1881. године.
У току свог узбудљивог живота Паници је стекао многе пријатеље, али и противнике.
Један од њих је и књижевник и историчар Томас Карлајл који је у једном чланку оптужио Паниција да је формирањем свог каталога смањио приступ још некаталогизованом делу фонда, а сметало му је што књиге не могу да се носе ван библиотеке и што је радно време само до 5 сати после подне. Паници му то није заборавио, па када је Карлајл писао Кронвелову биографију и захтевао да му Паници у ту сврху обезбеди одвојену собу у библиотеци, Паници му то није дозволио. Карлајл је покушао да се избори за ту привилегију уз помоћ принца Алберта, супруга краљице Викторије, али му то није успело.

### Проналасци
Антонио Паници је проналазач тзв. Паници пина. То је метални клин који се може померати и уметати у дрвене странице ормана за књиге. На тај начин он служи као ослонац за полице и омогућава њихово померање према потреби (у складу са висином публикација). Проналазак је у великој мери олакшао смештај књига.

## Признања
Антони Паници је постао британски држављанин 1832. године, али је без обзира на то био ватрени револуционар и италијански патриота до краја живота. У Италији је био веома цењен и након уједињења Италије понуђено му је место сенатора који је он одбио. Решио је да остане у Енглеској. 
Пензионисан је 1866. године али је и даље наставио да активно учествује у раду библиотеке до своје смрти 8. априла 1879. године.
Током живота је добио многа признања и одликовања. Енглеска краљица му је доделила титулу лорда, а Оксфордски универзитет почасну диплому. Носилац је Француске легије части и многих италијанских одликовања које додељује влада и круна.
Данас се у Британском музеју налази свечана сала која носи име Антонија Паниција.